# Campeonato Tocantinense 1993
In 1993 werd het eerste Campeonato Tocantinense gespeeld voor clubs uit de Braziliaanse staat Tocantins. De competitie werd georganiseerd door de FTF en werd gespeeld van 3 april tot 27 juni. Tocantinópolis werd de kampioen.

## Eindstand
| Plaats | Club                  | Wed. | W | G | V | Saldo | Ptn. |
| ------ | --------------------- | ---- | - | - | - | ----- | ---- |
| 1.     | Tocantinópolis        | 14   | 9 | 4 | 1 | 24:11 | 22   |
| 2.     | Intercap              | 14   | 7 | 4 | 3 | 14:8  | 18   |
| 3.     | Alvorada              | 14   | 5 | 5 | 4 | 11:15 | 15   |
| 4.     | Kaburé                | 14   | 4 | 6 | 4 | 17:11 | 14   |
| 5.     | Tocantins de Miracema | 14   | 4 | 4 | 6 | 16:18 | 12   |
| 6.     | Gurupi                | 14   | 3 | 6 | 5 | 12:16 | 12   |
| 7.     | União Araguainense    | 14   | 4 | 3 | 7 | 15:13 | 11   |
| 8.     | Miracema              | 14   | 2 | 4 | 8 | 13:30 | 8    |

|  | Kampioen |

### Kampioen
| Campeonato Tocantinense de 1993    |
| Tocantins                          |
| ---------------------------------- |
| TOCANTINÓPOLIS Kampioen (1° titel) |